# Gaula (Indien)
Die Gaula (Hindi गौला gaulā) ist ein 578 km langer linker Nebenfluss der Ramganga in den indischen Bundesstaaten Uttarakhand und Uttar Pradesh.
Die Gaula hat ihr Quellgebiet im Vorderen Himalaya in Uttarakhand. Sie strömt in überwiegend südlicher, später in westlicher Richtung durch das Gebirge. Nördlich von Kathgodam wendet sie sich nach Süden und durchbricht die Siwaliks. Die Stadt Haldwani-Kathgodam liegt am westlichen Flussufer. Die Gaula strömt durch die nordindische Ebene nach Uttar Pradesh. Sie passiert die Städte Kichha, Baheri und Shahi und mündet schließlich 17 km westlich der Stadt Bareilly in die Ramganga.
Der Fluss bildet die Wasserversorgung der Städte Haldwani und Kathgodam (nun Haldwani-Kathgodam). Bei Kathgodam befindet sich die Gaula-Staustufe am Flusslauf.
Der Bau einer Flussquerung im Bereich zwischen Haldani und Kathgodam ist seit geraumer Zeit Gegenstand einer Kontroverse. Außerdem ist der Fluss durch illegalen Bergbau belastet, weswegen die Behörden eine elektronische Überwachung gegen Diebstahl von Bodenschätzen installieren wollen.
Der stetige Raubbau der Wälder entlang des Flusses gefährdet den Lebensraum und damit das Überleben der Tiger und Elefanten in der Region Terai.